# José María Giménez Pérez
José María Giménez Pérez (ur. 25 kwietnia 1980 w Orihuela) – hiszpański piłkarz, bramkarz, zawodnik Xerez CD.

## Kariera
Karierę piłkarską rozpoczął w wieku 10 lat, w 1990 w zespole Escuela Orcelis. Występował tam przez dwa sezony, po czym trafił do Orihuela CF. W ciągu dwóch lat rozegrał tam 50 meczów. W latach 1994–1997 grał już w Bigastro CF, gdzie wystąpił w 87 spotkaniach. W sezonie 1997/1998 rozegrał 34 mecze w CD Beniel, a w 1998/1999 36 meczów w Ranero CF.
Zawodową karierę Chema rozpoczął w czwartoligowym zespole CD Balsicas, gdzie w sezonie 1999/2000 rozegrał 35 spotkań w lidze. Następnie występował w CD Alquerias (sezon 2000/2001 – 37 meczów ligowych) i rezerwach Realu Murcii (sezon 2001/2002 – 35 spotkań w lidze). W 2002 trafił do trzecioligowego Alicante CF, w którym w ciągu pięciu sezonów rozegrał 87 ligowych spotkań.
Na sezon 2006/2007 Chema przeszedł z Alicante do Xerez CD. Zadebiutował tam 19 listopada 2006 w meczu z Realem Murcia (remis 1:1).